# 杨遇恩
杨遇恩（？—？），广东人，是一名清朝政治人物。
杨遇恩曾于1837年接替王锡九任嘉定县知县一职，1841年由练廷璜接任。